# مری پت گلیسون
مری پت گلیسون (به انگلیسی: Mary Pat Gleason) (زاده ۲۳ فوریه ۱۹۵۰ – درگذشته ۲ ژوئن ۲۰۲۰) بازیگر آمریکایی بود.
از فیلم‌های معروف او می‌توان به بازی در فیلم داستان سیندرلا، شوک بطری، ازدواج مقدس، سربازان بورلی هیلز و سیرا برگس یک بازنده است اشاره کرد.